# Siaya County

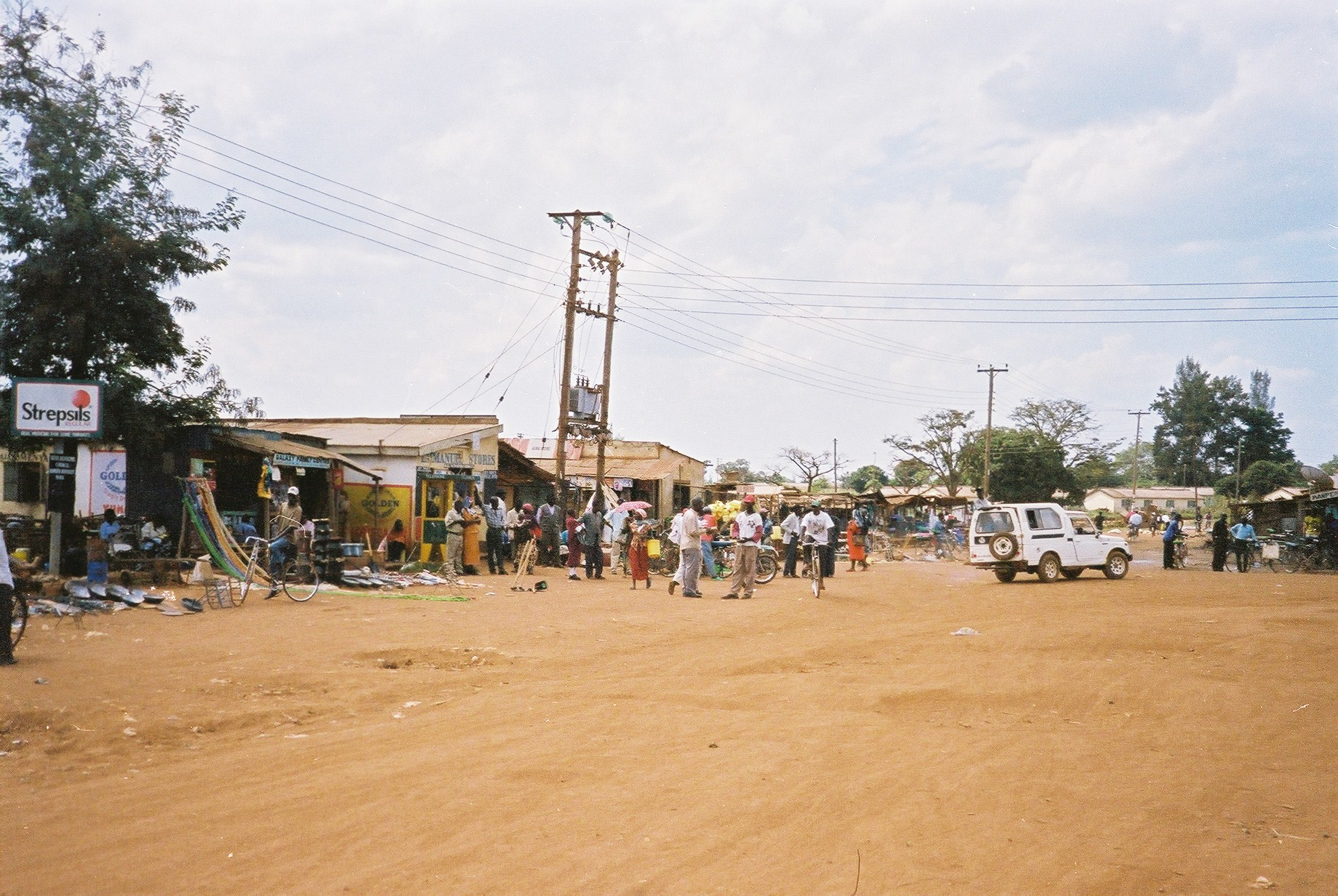
Straßenszene in der Countyhauptstadt Siaya, 2006.

Siaya County (bis 2010 Siaya District) ist ein County in Kenia. Die Countyhauptstadt ist Siaya. Mediale Aufmerksamkeit erregte das Siaya County im Rahmen der erfolgreichen Präsidentschaftskandidatur Barack Obamas in den Vereinigten Staaten. Der Vater Obamas, Barack Obama Sr., stammt aus Nyang’oma Kogelo, einer Kleinstadt in der Division Karemo.

## Geografie
Das County liegt auf einer Höhe zwischen 1140 und 1400 Meter über dem Meeresspiegel und unterteilt sich in drei Landformationen: Das Hochland, das Tiefland und das Yala-Moor. Durch das Gebiet fließen mit dem Nzoia und dem Yala zwei große Flüsse, die beide in den Victoriasee münden. Im County liegt der Kanyaboli-See.

## Gliederung
Das Siaya County unterteilt sich in sieben Divisionen: Yala, Wagai, Karemo, Ugunja, Boro, Uranga und Ukwala. Es gibt fünf Wahlbezirke: Ugenya, Alego, Gem, Bondo und Rarieda. Im Rahmen der Verfassung von 2010 wurden die Distrikte Siaya, Bondo und Rarieda unter der neuen Bezeichnung Siaya County vereinigt.

## Wirtschaft
Die meisten Menschen im Siaya County leben von der Landwirtschaft. Hauptsächlich werden Mais, Maniok, Süßkartoffeln, Hirse, Bohnen, Zuckerrohr, Baumwolle und Kaffeebohnen angebaut. Die Viehhaltung konzentriert sich auf Zebus, Milchvieh, Schafe und Ziegen. Die Fischwirtschaft konzentriert sich auf den Kanyaboli-See, der vor allem Tilapia, Lungenfische und Furu bietet. Die Armut im Siaya County nimmt immer weiter zu, 1994 lebten 41 % der Bevölkerung unterhalb der Armutsgrenze, 2001 waren es 58 %. Die Arbeitslosenquote lag 2001 bei 1,3 %.

## Infrastruktur
Von den insgesamt 790 km Straßennetz sind 90 km asphaltiert, 400 km geschottert, 300 km sind unbefestigte Erdstraßen. In Yala befindet sich der einzige Bahnhof im County. Die Städte Sega und Siaya verfügen über jeweils eine Start- und Landepiste für Kleinflugzeuge. 29 Postämter, neun Finanzinstitute und 95 Telefonzellen waren 2002 über das County verteilt.

## Bildung
Das Siaya County verfügte 2002 über 381 Primary Schools, 56 Secondary Schools und eine Hochschule, das Institute of Technology. In der Primary School kamen auf einen Lehrer 36 Schüler, in der Secondary School war das Verhältnis 1:17. Im Durchschnitt waren 38 % der Erwachsenen im Jahr 2002 Analphabeten.

## Gesundheitswesen
2002 verfügte das County über 37 Einrichtungen des Gesundheitswesens, davon 3 Krankenhäuser. Das Siaya County Hospital ist mit einer Kapazität von 227 Betten das größte im Bezirk. Zu den häufigsten Erkrankungen gehören Malaria, Atemwegs- und Durchfallerkrankungen.